# Clémence DesRochers
Clémence DesRochers (* 23. November 1933 in Sherbrooke/Québec) ist eine kanadische Schauspielerin, Singer-Songwriterin und Schriftstellerin.

## Leben und Wirken
Die Tochter des Lyrikers Alfred DesRochers besuchte das Conservatoire d’art dramatique in Montreal und trat daneben mit der Schauspielgruppe von Paul Buissonneau auf. Nach dem Abschluss des Conservatoire hatte sie einige Rollen in Hörfunkproduktionen von Radio Canada, bevor sie Jacques Normand 1958–59 an sein Cabaret St-Germain-des-Prés holte. 1959 schloss sie sich den Les Bozos, einer Gruppe von Chansonniers um Jacques Blanchet, Hervé Brousseau, Jean-Pierre Ferland, Claude Léveillée und Raymond Lévesque an.
1964 schrieb sie das Libretto für Pierre Braults Le Vol rose du flamant, das als erstes in Québec entstandenes Musical gilt. Brault komponierte in der Folgezeit fast alle ihre Chansontexte für sie. 1966 trat sie mit Claude Gauthier, Pauline Julien und Gilles Vigneault in einer Show im Pariser Olympia auf. In den Folgejahren schrieb sie eine Reihe von Drehbüchern und Texten für Revuen wie  La Grosse Tête (Musik von Pierre Brault, 1967), Les Girls (Musik von François Cousineau, 1968), La Belle Amanchure (Musik von Jacques Crevier, 1970) und C’est pas une revue, c’t’un show (1971).
1973 ging DesRochers als Autorin zum Fernsehen der CBC. Sie trat in den Folgejahren im Le Patriote und dem Outremont Cinema in Montreal, dem Grand Théatre in Quebec und dem National Arts Centre in Ottawa und hatte ihren ersten Plattenerfolg 1975 mit Le Monde aime mieux Mireille Mathieu. Von 1976 bis 1979 war sie Gastgeberin der TV-Show Trouvailles de Clémence der CBC. 1980 präsentierte Renée Claude eine aus ihren Songs zusammengestellte Show unter dem Titel Moi, c’est Clémence que j’aime le mieux.
Nachdem sich DesRochers bereits 1977 mit Mon dernier show von der Bühne verabschiedet hatte, kehrte sie 1980 mit einem Auftritt am Théâtre du Nouveau-Monde dorthin zurück.  Es folgten C’est mon dernier show 2, Plus folle que jamais (1983), Le Derrière d’une étoile (1985) und die J’ai show (1989). In den 1990er Jahren war sie in Rundfunkprogrammen wie Les p'tits bonheurs de Clémence (1995–8) und Le monde de Clémence (1999) zu hören.
Zu DesRochers’ erfolgreichsten Songs zählen L’Homme de ma vie, (Pierre Brault), Avec les mots d’Alfred (Marc Larochelle), La Chaloupe Verchères (Gaston Brisson) und La Vie d’factrie (Jacques Fortier). Ihre Chansons wurden von Musikern wie Edith Butler, Renée Claude, Jacqueline Dulac, Lucille Dumont, Louise Forestier, Pauline Julien, Claude Léveillée, Marie Savard und Fabienne Thibeault gesungen.
Seit Ende der 1960er Jahre veröffentlichte DesRochers ein Dutzend Bücher mit Kurzgeschichten, Gedichten, Songs, Monologen, Zeichnungen, Auszügen aus ihren Revien und Theaterstücken. Für ihre Verdienste wurde sie u. a. mit dem Prix Denise-Pelletier (2005), dem Governor General’s Performing Arts Award (2009), dem Prix Sylvain Lelièvre (2009) und dem Lifetime Achievement Award (2009) ausgezeichnet, zum Chevalier des Ordre national du Québec (2001) und Officer des Order of Canada (2010) ernannt.